# (237845) Neris
(237845) Neris ist ein Asteroid des mittleren Hauptgürtels, der von den litauischen Astronomen Kazimieras Černis und Justas Zdanavičius am 16. März 2002 am Astronomischen Observatorium Molėtai im nordostlitauischen Molėtai im Bezirk Utena (IAU-Code 152) entdeckt wurde.
Der mittlere Durchmesser des Asteroiden wurde mit 2,845 km (±0,137) ermittelt. Mit einer Albedo von 0,046 (±0,009) hat er eine sehr dunkle Oberfläche.
(237845) Neris wurde am 15. Juni 2011 nach dem Fluss Neris benannt, der in Belarus entspringt und durch Litauen fließt.